# Sjernarøyane
Sjernarøyane er en øgruppe nord i Finnøy kommune i Rogaland fylke i Norge. Øgruppen består af otte beboede  øer samt  et mylder af holme og skær. Der er fast bosætning på Bjergøyna. Bjergøyna inkluderet Eriksholmen og Audbø sydvest for denne (93 indb.), Kyrkjøy (155 indb.) inkl. Tjul der ligger sydøst for den, Helgøy og  Nord-Talgje mod sydvest i øgruppen (i alt 113),  og Nord-Hidle længst mod sydøst (20 indbyggere. Tallene er fra 2017). Med undtagelse af den sidstnævnte er der broforbindelse mellem dem. Sjernarøyane var fra 1868 til 1965 en selvstændig kommune, Sjernarøy.
De største øer er Kyrkjøy (5,2 km²) og Bjergøyna (5,6 km²) som ligger mod nord i øgruppen. På de fleste beboede øer er der anlagt turstier.